# Plunket Shield 2014/15
Der Plunket Shield 2014/15 war die 86. Saison des nationalen First-Class-Cricket-Wettbewerbes in Neuseeland und wurde vom 23. Oktober 2014 bis zum 4. April 2015 ausgetragen. Gewinner waren die Canterbury Wizards, die somit ihren 18. Plunket Shield gewannen.

## Format
Die Mannschaften spielten in einer Division  gegen jede andere jeweils zwei Spiele. Für einen Sieg erhielt ein Team zunächst 12 Punkte, für ein Unentschieden (beide Mannschaften erzielen die gleiche Anzahl an Runs) 6 Punkte. Sollte kein Ergebnis erreicht werden und das Spiel in einem Remis enden, bekommen beide Mannschaften 0 Punkte, wenn das Spiel abgesagt wird, 2 Punkte. Zusätzlich besteht die Möglichkeit, in den ersten 110 Over des ersten Innings Bonuspunkte zu sammeln. Dabei werden jeweils bis zu 4 Punkte für erzielte Runs und für erzielte Wickets vergeben. Im Falle einer Reduktion der Spieldauer auf einen Tag wird ein Sieg mit 6 Punkten, ein Unentschieden mit 3 und ein Remis mit 2 Punkten honoriert, Bonuspunkte werden dann nicht vergeben. Des Weiteren ist es möglich, dass Mannschaften Punkte abgezogen bekommen, wenn sie beispielsweise zu langsam spielen oder der Platz nicht ordnungsgemäß hergerichtet ist. Am Ende der Saison ist der Sieger der Division der Gewinner des Plunket Shields.

## Resultate

### Tabelle
Die Tabelle der Saison nahm am Ende die nachfolgende Gestalt an.
| Teams              | Sp. | S | N | U | R | Bat | Bwl | Ded | Punkte |
| ------------------ | --- | - | - | - | - | --- | --- | --- | ------ |
| Canterbury         | 10  | 6 | 4 | 0 | 0 | 14  | 36  | 0   | 122    |
| Auckland           | 10  | 5 | 4 | 0 | 1 | 16  | 39  | 0   | 115    |
| Otago              | 10  | 4 | 4 | 0 | 2 | 17  | 34  | 0   | 99     |
| Northern Districts | 10  | 4 | 4 | 0 | 2 | 16  | 34  | 0   | 98     |
| Wellington         | 10  | 4 | 4 | 0 | 2 | 8   | 37  | 0   | 93     |
| Central Districts  | 10  | 2 | 5 | 0 | 3 | 13  | 32  | 0   | 69     |

Sieg: 12 Punkte; Remis: 0 Punkte

## Spiele
| 23. – 26. Oktober Scorecard | Whangārei | Northern Districts 253 (83) & 241 (87.4) | – | Auckland 284 (106) & 211-5 (63.5) |
|                             |           | Auckland gewinnt mit 5 Wickets           |   |                                   |

| 25. – 28. Oktober Scorecard | Christchurch | Canterbury 242 (81.2) & 407-7d (119) | – | Wellington 343 (96.2) & 308-6 (61) |
|                             |              | Wellington gewinnt mit 4 Wickets     |   |                                    |

| 26. – 29. Oktober Scorecard | Napier | Otago 207 (72.3) & 134 (51)                              | – | Central Districts 435-6d (147) |
|                             |        | Central Districts gewinnen mit einem Innings und 94 Runs |   |                                |

| 11. – 14. Dezember Scorecard | Christchurch | Canterbury 269 (84.1) & 412-7d (129) | – | Central Districts 305 (73.4) & 274 (93.1) |
|                              |              | Canterbury gewinnt mit 102 Runs      |   |                                           |

| 11. – 14. Dezember Scorecard | Dunedin | Northern Districts 380 (110.3) & 310-4d (68) | – | Otago 189 (40.5) & 474 (136.4) |
|                              |         | Northern Districts gewinnen mit 27 Runs      |   |                                |

| 11. – 14. Dezember Scorecard | Wellington | Wellington 199 (60) & 133 (53) | – | Auckland 205-8d (66.4) & 128-4 (36.1) |
|                              |            | Auckland gewinnt mit 6 Wickets |   |                                       |

| 18. – 21. Dezember Scorecard | Auckland | Central Districts 159 (44.4) & 333 (122.1) | – | Auckland 117 (49.2) & 130 (43.2) |
|                              |          | Central Districts gewinnen mit 245 Runs    |   |                                  |

| 18. – 21. Dezember Scorecard | Rangiora | Otago 369 (91.2) & 139 (43.3) | – | Canterbury 210 (66.2) & 216 (71.5) |
|                              |          | Otago gewinnt mit 82 Runs     |   |                                    |

| 18. – 20. Dezember Scorecard | Hamilton | Northern Districts 223 (66.2) & 347-6d (90) | – | Wellington 117 (33.4) & 58 (26.1) |
|                              |          | Northern Districts gewinnen mit 395 Runs    |   |                                   |

| 6. – 9. Februar Scorecard | Auckland | Auckland 356 (124.2) & 209-8d (68) | – | Northern Districts 212 (81.4) & 316-9 (97) |
|                           |          | Remis                              |   |                                            |

| 6. – 9. Februar Scorecard | Invercargill | Central Districts 289 (75.2) | – | Otago 13-0 (3) |
|                           |              | Remis                        |   |                |

| 6. – 9. Februar Scorecard | Wellington | Wellington 263 (105.3) & 264 (100.4) | – | Canterbury 356 (106.1) & 172-1 (41.5) |
|                           |            | Canterbury gewinnt mit 9 Wickets     |   |                                       |

| 15. – 18. Februar Scorecard | New Plymouth | Northern Districts 556-9d (137) | – | Central Districts 401 (145.2) & 268-5 (92) (f/o) |
|                             |              | Remis                           |   |                                                  |

| 16. – 19. Februar Scorecard | Rangiora | Canterbury 268 (71.3) & 266 (91) | – | Auckland 491 (158.3) & 44-0 (8) |
|                             |          | Auckland gewinnt mit 10 Wickets  |   |                                 |

| 16. – 19. Februar Scorecard | Wellington | Wellington 272 (98.5) & 318 (105.5) | – | Otago 377 (118.2) & 214-4 (49.3) |
|                             |            | Otago gewinnt mit 6 Wickets         |   |                                  |

| 27. Februar – 2. März Scorecard | Whangārei | Northern Districts 374 (106.3) & 273-8d (75.5) | – | Central Districts 300-6d (89.3) & 304 (106.1) |
|                                 |           | Northern Districts gewinnen mit 43 Runs        |   |                                               |

| 28. Februar – 3. März Scorecard | Queenstown | Wellington 297 (96.5) & 255-5 (85) | – | Otago 251-8d (80) |
|                                 |            | Remis                              |   |                   |

| 1. – 4. März Scorecard | Auckland | Auckland 294 (93) & 407-6d (114.1) | – | Canterbury 340 (92.3) & 362-6 (84.4) |
|                        |          | Canterbury gewinnt mit 4 Wickets   |   |                                      |

| 8. – 11. März Scorecard | New Plymouth | Central Districts 229 (71.3) & 252 (105) | – | Wellington 242 (72.4) & 240-7 (67.4) |
|                         |              | Wellington gewinnt mit 3 Wickets         |   |                                      |

| 9. – 12. März Scorecard | Christchurch | Canterbury 381 & 338-6d         | – | Northern Districts 234 & 184 |
|                         |              | Canterbury gewinnt mit 301 Runs |   |                              |

| 9. – 12. März Scorecard | Dunedin | Auckland 335 (118.2) & 280 (119.5) | – | Otago 360-8d (89.4) & 258-6 (38.3) |
|                         |         | Otago gewinnt mit 4 Wickets        |   |                                    |

| 17. – 20. März Scorecard | Auckland | Wellington 344 & 387-5d         | – | Auckland 350-7d & 168 |
|                          |          | Wellington gewinnt mit 213 Runs |   |                       |

| 17. – 20. März Scorecard | Nelson | Canterbury 463-9d (106.2) & 305-5d (57.2) | – | Central Districts 350-9d (97.5) & 235 (73.5) |
|                          |        | Canterbury gewinnt mit 183 Runs           |   |                                              |

| 18. – 21. März Scorecard | Hamilton | Northern Districts 464-8d (117.3) & 254 (70.4) | – | Otago 363 (107.3) & 306 (84.4) |
|                          |          | Northern Districts gewinnen mit 49 Runs        |   |                                |

| 24. – 27. März Scorecard | Napier | Auckland 668-7d (144)                          | – | Central Districts 233 (72) & 371 (93.4) (f/o) |
|                          |        | Auckland gewinnt mit einem Innings und 64 Runs |   |                                               |

| 25. – 28. März Scorecard | Dunedin | Canterbury 247 (77.2) & 144 (64.4) | – | Otago 250-8d (73.1) & 142-6 (31.3) |
|                          |         | Otago gewinnt mit 4 Wickets        |   |                                    |

| 25. – 27. März Scorecard | Wellington | Northern Districts 240 & 214     | – | Wellington 287 & 169-4 |
|                          |            | Wellington gewinnt mit 6 Wickets |   |                        |

| 1. – 4. April Scorecard | Auckland | Otago 387 (104.2) & 143 (51.2) | – | Auckland 344 (108.3) & 187-4 (45.4) |
|                         |          | Auckland gewinnt mit 6 Wickets |   |                                     |

| 1. – 4. April Scorecard | Napier | Wellington 227 (81.1) & 439-7d (117) | – | Central Districts 355 (115) & 86-1 (37) |
|                         |        | Remis                                |   |                                         |

| 1. – 3. April Scorecard | Mount Maunganui | Northern Districts 256-8d (73.5) & 101 (53.1) | – | Canterbury 213-8d (64.1) & 150-1 (17.3) |
|                         |                 | Canterbury gewinnt mit 9 Wickets              |   |                                         |

## Statistiken

### Runs
Die meisten Runs der Saison wurden von den folgenden Spielern erzielt:
| Spieler         | Mannschaft        | Spiele | Innings | Runs | Average | HS   | 100s | 50s |
| --------------- | ----------------- | ------ | ------- | ---- | ------- | ---- | ---- | --- |
| Stephen Murdoch | Wellington        | 10     | 20      | 998  | 52,52   | 155* | 3    | 6   |
| Will Young      | Central Districts | 10     | 17      | 909  | 53,47   | 132  | 1    | 7   |
| Colin Munro     | Auckland          | 9      | 16      | 899  | 56,18   | 281  | 3    | 3   |
| Peter Fulton    | Canterbury        | 10     | 19      | 879  | 54,93   | 209* | 3    | 2   |
| Jeet Raval      | Auckland          | 10     | 19      | 876  | 48,66   | 148  | 2    | 5   |

### Wickets
Die meisten Wickets der Saison wurden von den folgenden Spielern erzielt:
| Spieler         | Mannschaft         | Balls | Wickets | Average | BBI  | 5W |
| --------------- | ------------------ | ----- | ------- | ------- | ---- | -- |
| Jacob Duffy     | Otago              | 2.242 | 45      | 24,06   | 6/83 | 3  |
| Todd Astle      | Cant               | 1.964 | 44      | 23,68   | 5/46 | 2  |
| Brent Arnel     | Well               | 2.202 | 39      | 26,07   | 6/52 | 2  |
| Graeme Aldridge | Northern Districts | 1.837 | 39      | 26,28   | 552  | 2  |
| Michael Bates   | Auckland           | 1.970 | 36      | 28,75   | 4/47 | 1  |
| Neil Wagner     | Otago              | 2.204 | 36      | 32,50   | 5/73 | 1  |